# 1875 a tudományban
Az 1875. év a tudományban és a technikában.

## Kémia
- Paul Émile Lecoq de Boisbaudran francia kémikus fölfedezi a galliumot. Ez volt az első kémiai elem, amely bebizonyította a Mengyelejev-féle periódusos rendszer helyességét

## Születések
- január 10. – Issai Schur, élete nagy részében Németországban dolgozó matematikus († 1941)
- január 14. – Albert Schweitzer Nobel-békedíjas német teológus, lelkész, filozófus, orvos († 1965)
- február 4. – Ludwig Prandtl német gépészmérnök és fizikus († 1953)
- március 22. – Friedrich von Huene balti német őslénykutató († 1969)
- július 26. – Carl Jung svájci pszichiáter, pszichológus, analitikus († 1961)
- október 23. – Gilbert Newton Lewis amerikai fizikus, kémikus († 1946)
- november 11. – Vesto Slipher amerikai csillagász († 1969)
- december 19. – Mileva Marić szerb matematikus, fizikus, Albert Einstein első felesége († 1948)

## Halálozások
- február 17. – Friedrich Wilhelm Argelander német csillagász (* 1799)
- február 22. – Charles Lyell brit geológus, a 19. századi geológia legnagyobb alakja (* 1797)
- március 7. – John Edward Gray brit zoológus (* 1800)
- október 19. – Charles Wheatstone angol feltaláló, a kísérleti fizika professzora (* 1802)